# 紫波町営自転車競技場
紫波町営自転車競技場（しわちょうえい じてんしゃきょうぎじょう）は、岩手県紫波郡紫波町北日詰牡丹野92-2に所在する自転車競技場。一般には紫波自転車競技場と呼ばれている。
1970年のみちのく国体の開催を受け、1968年に開場。2001年の全日本自転車競技選手権大会、および2016年の希望郷いわて国体も開催されている。周長は333.3 m。
岩手県内に競輪場が存在しない背景もあり、阿部良二、加藤善行の元選手や、佐藤友和等の競輪選手が練習地としている他、高校生などのアマチュア選手も使用している。